# رادومير فوكسيفيتش
رادومير فوكسيفيتش ، من مواليد 15 سبتمبر 1944، لاعب كرة قدم يوغسلافي سابق.
لعب مع منتخب يوغسلافيا لكرة القدم.

## مسيرته الكروية
لعب رادومير فوكسيفيتش خلال مسيرته الاحترافية مع ناديين في اثنا عشر موسمًا ولم يسجل خلالها أي هدف ضمن 213 مباراة. حيث فاز في ثلاثة مواسم بالكأس وفي موسم واحد بالدوري.
خاض رادومير فوكسيفيتش مسيرته مع نادي هايدوك سبليت في موسم 1963–64 ليلعب معه عشرة مواسم، مشاركًا في 182 مباراة ولم يسجل أي هدف. ثم انتقل إلى نادي أجاكسيو في موسم 1973–74 ولمدة موسمين، حيث شارك في 31 مباراة ولم يسجل أي هدف أيضًا.

## روابط خارجية
- رادومير فوكسيفيتش على موقع قاعدة بيانات كرة القدم.إي يو (الإنجليزية)
- رادومير فوكسيفيتش على موقع ناشيونال فوتبول تيمز (الإنجليزية)
- رادومير فوكسيفيتش على موقع عالم كرة القدم.نت (الإنجليزية)